# Quand tu liras cette lettre
Quand tu liras cette lettre is een Franse dramafilm uit 1953 onder regie van Jean-Pierre Melville. 

## Verhaal
Een non gaat weg uit het klooster om te kunnen zorgen voor haar zus. Een losbandige jongeling drijft hen uit elkaar.

## Rolverdeling
| Acteur           | Personage           |
| ---------------- | ------------------- |
| Philippe Lemaire | Max Trivet          |
| Juliette Gréco   | Thérèse Voise       |
| Yvonne Sanson    | Irène Faugeret      |
| Irene Galter     | Denise Voise        |
| Daniel Cauchy    | Biquet              |
| Robert Dalban    | Rechter-commissaris |
| Jacques Deval    | Garagehouder        |
| Fernand Sardou   | Lola                |
| Claude Borelli   | Roland              |
| Roland Lesaffre  | Grootvader          |
| Marcel Delaître  | Pascal              |
| Colette Régis    | Moeder-overste      |
| Jane Morlet      | Grootmoeder         |
| Suzy Willy       | Mevrouw Gobert      |
| Claude Hennesy   |                     |